# Lunfardo
O lunfardo é a gíria argentina e uruguaia, originada da variação dialectológica dos imigrantes, principalmente italianos, que se fixaram nas classes mais baixas de Buenos Aires e Montevidéu; a gíria é usada com muita frequência nas letras dos tangos. O lunfardo teve grande influência na gíria brasileira, notadamente nos portos do Rio de Janeiro e Santos, e também na fronteira do Brasil com o Paraguai, em vastas regiões cuja colonização começou com argentinos que subiram o Rio Paraguai.

## Nome
A palavra Lunfardo seria uma corruptela, uma deformação etimológica, da palavra Lombardo (da região italiana da Lombardia) como falada em diversos dialetos da Itália. Coloquialmente, é chamado lunfa. Considera-se que sua origem seria uma gíria dos prisioneiros, usada nas cadeias para que não fosse entendida pelos carcereiros.

## Características
Foi criada nesse contexto, sendo, dentre outras, uma forma particular de falar invertendo as sílabas de uma palavra, chamada “vesre”, inverso de “revés”. Assim tem-se tango substituído por gotán, amigo por gomía, cabeza por zabeca, etc. Essa regra de sílabas invertidas, porém, pode variar conforme a palavra, como, por exemplo, em pantalón (calça) que é dita lompa em forma abreviada. Este processo de inversão é comum na formação da gíria em diversos idiomas, como no francês, em que é chamado verlan.

## Léxico
O léxico do Lunfardo deriva em boa parte das línguas europeias que teriam influenciado a espanhol da Argentina e do Uruguai, dentre os quais em particular o italiano, o genovês, o piemontês, o napolitano e o “cocoliche” (um pidgin ítalo-espanhol falado pelos imigrantes italianos). Na sua origem se encontra também uma importante participação do francês, principalmente com termos oriundos do occitano.
Outras línguas influenciaram mais recentemente o “lunfardo” foram o inglês, o português, o galego e as línguas ameríndias como o guarani e o quíchua.
Muitas das palavras incorporadas ao lunfardo, como ao Espanhol da Argentina, do Uruguai (também houve influências, porém menores, na língua castelhana do Paraguai e do Chile), cujo significado e/ou forma mudou em relação a sua aplicação na língua original.
Há também muitos termos lunfardos que vieram do castelhano e que fora da Argentina seriam consideradas como arcaicas, as quais sofreram ligeiras modificações em sua semântica.
Muitas das palavras Lunfardo se integraram oficialmente ao Espanhol da Argentina, Uruguai, também Paraguai e Chile, sendo que algumas foram até reconhecidas pela “Real Academia Espanhola”. O lunfardo é muito encontrado em letras de tangos, muitas vezes com nuances de duplo-sentido ligadas a sexo, drogas, submundo do crime, etc. Em termos práticos é ininteligível mesmo para falantes médios de Espanhol vindas de outros países.
Para o português do Brasil vieram palavras como Otário, Bacana, Mina, Afanar, Bronca, Fajuto, Embromar. Entraram no país no começo do século XX, pelos portos de Santos e da Praça Mauá, e aqui se fundiu com a nossa gíria e referências linguísticas. Houve tais influências também pela fronteira do Brasil com Uruguai e Paraguai, regiões com colonização iniciada por argentinos que subiram o Rio Paraguai.

## Lunfardo hoje
Hoje, algumas palavras do lunfardo estão firmemente incorporadas ao linguajar de Buenos Aires e Montevidéu, porém, há muitas que caíram em desuso ou têm um uso muito pouco frequente  ou limitado a contextos bem específico. Muitos usam a palavra “lunfardo” para indicar toda e qualquer gíria de Buenos Aires e arredores, mesmo que a origem do termo ou do neologismo nem seja ligada realmente ao lunfardo.
José Gobello em seu livro "Aproximación al lunfardo" (aproximação ao lunfardo), defende que o lunfardo não é nem um idioma, nem um dialeto, nem um jargão: conforme sua definição, o lunfardo é um Vocabulário composto por vozes de origens diversas que o falante de Buenos Aires emprega em oposição ao falar genérico.

## Amostra
De Enrique Domingo Cadícamo, letra de Tango
Che Papusa Oi
Muñeca, Muñequita papusa, que hablas con zeta
 
Y que con gracia posta batis mishé
 
Que con tus aspavientos de pandereta
 
Sos la milonguerita de más chiqué

Trajeada de bacana bailas con corte
  
Y por raro esnobismo tomás frizzé,
  
Y que en un auto camba de sur a norte,
  
Paseas como una dama de gran cachet.

Che papusa,.. oí!
  
Los acordes melodiosos
  
Que modula el bandoneón;
  
Che papusa,.. oí!
  
Los latidos angustiosos
  
De tu pobre corazón.

Che papusa,.. oí!
  
Como surgen deste tango
  
Los pasajes de tu ayer...
  
Si entre el lujo del ambiente
  
Hoy te arrastra la corriente,
  
mañana te quiero ver...

Milonguerita linda, papusa y breva,
  
Con ojos almendrados de pipermín,(1)
  
De parla afranchutada, pinta maleva,
  
Y boca pecadora color carmín;
  
Engrupen tus alhajas en la milonga
  
Con fino faroleo brillanteril,(2)
  
Y al bailar esos tangos de meta y ponga
  
Volvés otario al vivo y al rana gil...